# خوزه آنتونیو سالدو (بازیکن فوتبال)
خوزه آنتونیو سالدو (انگلیسی: José Antonio Salcedo؛ زادهٔ ۱ اکتبر ۱۹۹۰) بازیکن فوتبال اهل اسپانیا است.
از باشگاه‌هایی که در آن بازی کرده‌است می‌توان به باشگاه فوتبال رئال وایادولید اشاره کرد.